# Carrickmacross
Carrickmacross (in irlandese: Carraig Mhachaire Rois) è una cittadina nella contea di Monaghan, in Irlanda.